# 伊謝茨科耶區

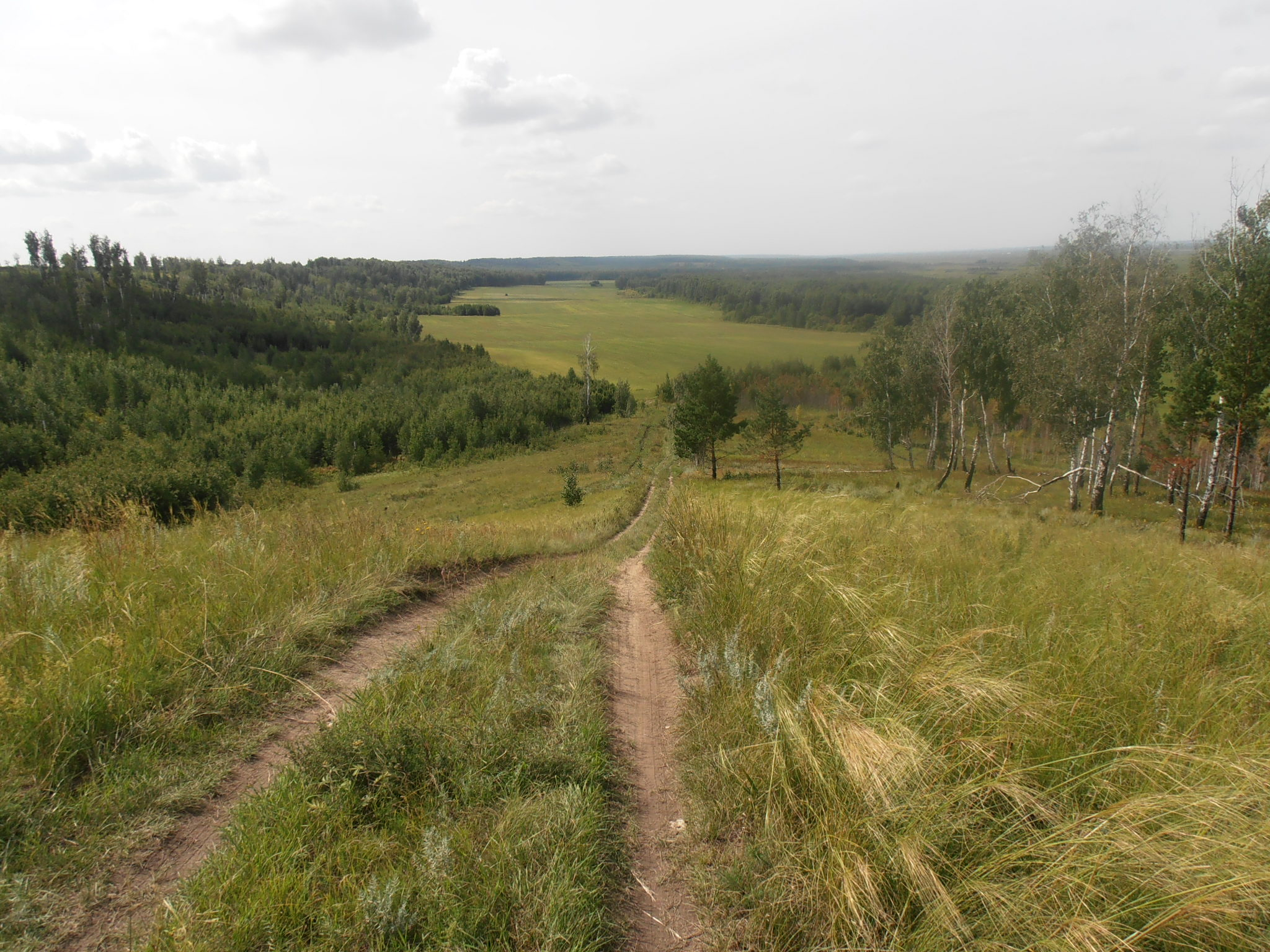

56°29′N 65°21′E / 56.483°N 65.350°E
伊謝茨科耶區（俄语：Исетский район），是俄羅斯的一個區，位於該國南部，由秋明州負責管轄，面積約2,751平方公里，2010年該區人口26,061，人口密度每平方公里9.47人。